# Druck
Druck é uma série de televisão alemã de drama adolescente, adaptada da série norueguesa Skam,  transmitida desde 19 de março de 2018 pela ZDF. A série foi indicada para o 55º Grimme-Preis 2019 na categoria  juvenil.
Em Outubro de 2018, foi anunciado que a série foi renovada pra uma segunda temporada que estreou em 17 de dezembro de 2018.
Em Janeiro de 2019, a série foi renovada para uma terceira.

## Conceito
Assim como a versão original, a série retrata a vida cotidiana de adolescentes da Barnim-Gymnasium  em Berlin, acompanhando seus problemas, escândalos e a rotina do dia.
Durante a semana, diferentes cenas do episódio seguinte são publicadas na internet, em tempo real, assim como as mensagens de texto trocadas entre as personagens da série. O episódio completo estreia todo final de semana e é uma copilação das prévias da semana.
O personagem principal muda em cada temporada. Os fãs podem acompanhar a vida dos personagens através de perfis no Instagram e mensagens de WhatsApp disponibilizadas online.

## Elenco e personagens
| Ator/Atriz               | Personagem               | Temporada  | Temporada  | Temporada  | Temporada  | Temporada  | Temporada  | Temporada  | Temporada  |
| Ator/Atriz               | Personagem               | 1          | 2          | 3          | 4          | 5          | 6          | 7          | 8          |
| ------------------------ | ------------------------ | ---------- | ---------- | ---------- | ---------- | ---------- | ---------- | ---------- | ---------- |
| Lilly Dreesen            | Hanna Jung1              | Regular    | Regular    | Recorrente | Regular    | —          | —          | —          | —          |
| Milena Tscharntke        | Mia Amalie Winter2       | Regular    | Regular    | Recorrente | Regular    | —          | —          | —          | —          |
| Michelangelo Fortuzzi    | Matteo 'Luigi' Florenzi3 | Regular    | Recorrente | Regular    | Recorrente | —          | —          | —          | —          |
| Tua El-Fawwal            | Amira Thalia Mahmood4    | Regular    | Regular    | Regular    | Regular    | —          | —          | —          | —          |
| Mina-Giselle Rüffer      | Nora Machwitz5           | —          | —          | —          | —          | Regular    | Regular    | Recorrente | Regular    |
| Sira-Anna Faal           | Fatou Jallow6            | —          | —          | —          | —          | Regular    | Regular    | Recorrente | Regular    |
| Eren M. Güvercin         | Isi Inci7                | —          | —          | —          | —          | Recorrente | Recorrente | Regular    | Recorrente |
| Frida Stittrich          | Mailin Richter8          | —          | —          | —          | —          | Regular    | Regular    | Recorrente | Regular    |
| Lea Zoë Voss             | Kiki Machwitz            | Regular    | Regular    | Recorrente | Regular    | Recorrente | —          | —          | —          |
| Jobel Mokonzi            | Sam M'Pele               | Regular    | Regular    | Recorrente | Recorrente | —          | —          | —          | —          |
| Anselm Bresgott          | Jonas Augustin           | Regular    | Recorrente | Regular    | Recorrente | —          | —          | —          | —          |
| Chris Veres              | Alexander Hardenberg     | Recorrente | Regular    | Recorrente | Recorrente | —          | —          | —          | —          |
| Pablo Grant              | Samuel Fischer           | Recorrente | Recorrente | —          | —          | —          | —          | —          | —          |
| Juliane Schütze          | Leonie Ritcher           | Regular    | Recorrente | Recorrente | Convidada  | —          | —          | —          | —          |
| Florian Appelius         | Hans Brecht              | —          | Recorrente | Regular    | Convidado  | —          | —          | —          | —          |
| Louis Daniel             | Carlos Schmidt           | Recorrente | Recorrente | Regular    | Recorrente | Recorrente | —          | —          | —          |
| Arda Görkem              | Abdi Ates                | Recorrente | Recorrente | Regular    | Recorrente | —          | —          | —          | —          |
| Ada Philine Stappenbeck  | Linn Shira               | —          | Recorrente | Recorrente | —          | —          | —          | —          | —          |
| Lukas von Horbartchewsky | David Schreibner         | —          | Convidado  | Regular    | Recorrente | —          | —          | Convidado  | —          |
| Luise Emilie Tschersich  | Sara Adamczyk            | Recorrente | Recorrente | Regular    | Convidada  | —          | —          | —          | —          |
| Malte Thomsen            | Björn Quisling           | —          | Convidado  | —          | —          | —          | —          | —          | —          |
| Naomi Achternbusch       | Laura Schreibner         | —          | —          | Recorrente | —          | —          | —          | —          | —          |
| Hassan Kello             | Mohammed Razzouk         | —          | —          | —          | Regular    | —          | —          | —          | —          |
| Samy Abdel Fattah        | Omar Mahmood             | —          | —          | —          | Recorrente | —          | —          | —          | —          |
| Hussein Eliraqui         | Essam Mahmood            | —          | —          | —          | Recorrente | —          | —          | —          | —          |
| Carl Bagnar              | Stafan Wiese             | —          | —          | —          | Recorrente | —          | —          | —          | —          |
| Rana Farahani            | Nadia Mansour            | —          | —          | —          | Recorrente | —          | —          | —          | —          |
| Madeleine Wagenitz       | Zoe Machwitz             | —          | —          | —          | Convidado  | Regular    | Recorrente | Regular    | Recorrente |
| Aicha Lopes              | Ava Celeste Pereira      | —          | —          | —          | —          | Regular    | Regular    | Recorrente | Regular    |
| Zethphan D. Smith-Gneist | Josh Zimmermann          | —          | —          | —          | —          | Regular    | Convidado  | Convidado  | Recorrente |
| Nhung Hong               | Kieu My Vu               | —          | —          | —          | —          | Recorrente | Regular    | Regular    | Recorrente |
| Quang Anh Le             | Finn Nguyen              | —          | —          | —          | —          | Recorrente | Recorrente | Regular    | Recorrente |
| Casper von Bülow         | Constantin Ostendorf     | —          | —          | —          | —          | Recorrente | Recorrente | Regular    | Recorrente |
| Elena Ployphailin Siepe  | Yara Aimsakul            | —          | —          | —          | —          | Recorrente | Convidado  | Recorrente | Recorrente |
| Adama Cefalu             | Ilai Jallow              | —          | —          | —          | —          | —          | Recorrente | —          | —          |
| Paul Ahrens              | Sascha Belin             | —          | —          | —          | —          | —          | —          | Regular    | Recorrente |
| Paula Goos               | Louise 'Lou' Schäfer     | —          | —          | —          | —          | —          | —          | Regular    | Recorrente |
| Mety Kalan               | Umut Inci                | —          | —          | —          | —          | —          | —          | Recorrente | —          |

* ↑1  Protagonista da primeira temporada. 

* ↑2  Protagonista da segunda temporada. 

* ↑3  Protagonista da terceira temporada. 

* ↑4  Protagonista da quarta temporada. 

* ↑5  Protagonista da quinta temporada. 

* ↑6  Protagonista da sexta temporada. 

* ↑7  Protagonista da sétima temporada. 

* ↑8  Protagonista da oitava temporada. 

## Episódios

### Resumo
| Temporada | Temporada | Episódios | Exibição original      | Exibição original       |
| Temporada | Temporada | Episódios | Estreia da temporada   | Final da temporada      |
| --------- | --------- | --------- | ---------------------- | ----------------------- |
|           | 1         | 10        | 19 de março de 2018    | 8 de junho de 2018      |
|           | 2         | 10        | 17 de dezembro de 2018 | 1 de março de 2019      |
|           | 3         | 10        | 8 de março de 2019     | 17 de maio de 2019      |
|           | 4         | 10        | 14 de junho de 2019    | 22 de setembro de 2019  |
|           | 5         | 10        | 20 de setembro de 2020 | 27 de novembro de 2020  |
|           | 6         | 10        | 13 de dezembro de 2020 | 20 de fevereiro de 2021 |
|           | 7         | 10        | 24 de outubro de 2021  | 31 de dezembro de 2021  |
|           | 8         | 10        | 24 de abril de 2022    | 1 de julho de 2022      |

### 1.ª Temporada
A primeira temporada é composta de dez episódios e tem como foco Hanna Jung, outros personagens regulares são suas amigas Mia, Kiki, Amira e Sam.  A história gira em torno de Hannah e seu difícil relacionamento com Jonas Augustin. Lida com temas como solidão, identidade e amizade.
| N.º na série | N.º na temp. | Título (Tradução livre)                                                 | Duração | Lançamento          |
| ------------ | ------------ | ----------------------------------------------------------------------- | ------- | ------------------- |
| 1            | 1            | "Liebe ist alles (O amor é tudo)"                                       | 18 min  | 23 de março de 2018 |
| 2            | 2            | "Wir alle zusammen (Todos nós juntos)"                                  | 14 min  | 30 de março de 2018 |
| 3            | 3            | "Freunde (Amigos)"                                                      | 13 min  | 6 de abril de 2018  |
| 4            | 4            | "Die Party ist vorbei (A festa acabou)"                                 | 11 min  | 20 de abril de 2018 |
| 5            | 5            | "Vorfreude (Antecipação)"                                               | 18 min  | 27 de abril de 2018 |
| 6            | 6            | "Fick dich! (Foda-se!)"                                                 | 18 min  | 4 de maio de 2018   |
| 7            | 7            | "Einmal Schlampe, immer Schlampe! (Uma vez uma puta, sempre uma puta!)" | 23 min  | 18 de maio de 2018  |
| 8            | 8            | "Blutige Drohung (Ameaça sangrenta)"                                    | 25 min  | 25 de maio de 2018  |
| 9            | 9            | "Abstürze (Falhas)"                                                     | 19 min  | 1 de junho de 2018  |
| 10           | 10           | "Partyhelden (Heróis partido)"                                          | 30 min  | 8 de junho de 2018  |

### 2.ª Temporada
A segunda temporada segue a vida de Mia Amalie. A temporada gira em torno de seu relacionamento com Alexander Hardenberg e todas as dificuldades do casal. Lida com temas como feminismo, violência, estigma de peso e amizade.
| N.º na série | N.º na temp. | Título (Tradução livre)                                      | Duração | Lançamento              |
| ------------ | ------------ | ------------------------------------------------------------ | ------- | ----------------------- |
| 11           | 1            | "Jungs sind scheiße! (Caras são uma merda!)"                 | 22 min  | 21 de dezembro de 2018  |
| 12           | 2            | "Brüste, Fatshaming & Kakao (Seios, Gordura e Cacau)"        | 27 min  | 28 de dezembro de 2018  |
| 13           | 3            | "Mach mit ihr Schluss!!! (Termine com ela)"                  | 23 min  | 4 de janeiro de 2019    |
| 14           | 4            | "Die schönste Frau der Welt (A mulher mais bonita do mundo)" | 33 min  | 11 de janeiro de 2019   |
| 15           | 5            | "Der Abi Chaker Clan (O clã Abi Chaker)"                     | 28 min  | 25 de janeiro de 2019   |
| 16           | 6            | "Perfectly Wrong (Perfeitamente errado)"                     | 22 min  | 1 de fevereiro de 2019  |
| 17           | 7            | "Panikherz (Pânico do coração)"                              | 30 min  | 8 de fevereiro de 2019  |
| 18           | 8            | "Ghost Girl (Garota fantasma)"                               | 18 min  | 15 de fevereiro de 2019 |
| 19           | 9            | "Keine Angst! #MeToo (Não se preoucupe! #EuTambém)"          | 33 min  | 22 de fevereiro de 2019 |
| 20           | 10           | "Liebst du mich? (Você me ama?)"                             | 30 min  | 1 de março de 2019      |

### 3.ª Temporada
A terceira temporada tem como personagem principal Matteo Florenzi. E acompanha o drama envolvido pela descoberta da orientação sexual de Matteo e o seu relacionamento com David. Lidando com temas como amor e identidade sexual.
| N.º na série | N.º na temp. | Título (Tradução livre)                                     | Duração | Lançamento          |
| ------------ | ------------ | ----------------------------------------------------------- | ------- | ------------------- |
| 21           | 1            | "Einfach abhauen! (Apenas fuja!)"                           | 21 min  | 15 de março de 2019 |
| 22           | 2            | "Joints & Sandwiches (Junções e Sanduíches)"                | 23 min  | 22 de março de 2019 |
| 23           | 3            | "Neon-Schmetterlinge (Borboletas de néon)"                  | 20 min  | 29 de março de 2019 |
| 24           | 4            | "Unter Wasser (Embaixo d'água)"                             | 21 min  | 5 de abril de 2019  |
| 25           | 5            | "Ich bin nicht schwul (Eu não sou gay)"                     | 20 min  | 12 de abril de 2019 |
| 26           | 6            | "Das Wichtigste im Leben (A coisa mais importante da vida)" | 25 min  | 19 de abril de 2019 |
| 27           | 7            | "Zusammen oder allein (Juntos ou sozinhos)"                 | 26 min  | 26 de abril de 2019 |
| 28           | 8            | "Outing (Saindo)"                                           | 21 min  | 3 de maio de 2019   |
| 29           | 9            | "Liebe (Amor)"                                              | 22 min  | 10 de maio de 2019  |
| 30           | 10           | "Unser Zeit ist jetzt (Agora é nossa vez)"                  | 23 min  | 17 de maio de 2019  |

### 4.ª Temporada
A quarta temporada é centrada em Amira Thalia, abordando o preconceito em torno da religião islâmica, além de seu interesse amoroso por Mohammed. Lida com temas como religião islâmica, amor proibido e preconceito. 
| N.º na série | N.º na temp. | Título (Tradução livre)                                     | Duração | Lançamento             |
| ------------ | ------------ | ----------------------------------------------------------- | ------- | ---------------------- |
| 31           | 1            | "Der Abiball (O baile de formatura!)"                       | 20 min  | 14 de junho de 2019    |
| 32           | 2            | "Die Frau mit dem kalten Blick (A mulher com o olhar frio)" | 17 min  | 26 de julho de 2019    |
| 33           | 3            | "Herzklopfen (Palpitações)"                                 | 21 min  | 2 de agosto de 2019    |
| 34           | 4            | "Das erste Date (O primeiro encontro)"                      | 28 min  | 9 de agosto de 2019    |
| 35           | 5            | "Gebrochene Herzen (Corações partidos)"                     | 24 min  | 16 de agosto de 2019   |
| 36           | 6            | "Eskalation (Escalada)"                                     | 24 min  | 23 de agosto de 2019   |
| 37           | 7            | "Du bist wie du bist (Você é como você é)"                  | 22 min  | 30 de agosto de 2019   |
| 38           | 8            | "Verliebt (Amando)"                                         | 29 min  | 6 de setembro de 2019  |
| 39           | 9            | "Hör auf dein Herz! (Escute seu coração!)"                  | 33 min  | 13 de setembro de 2019 |
| 40           | 10           | "Alles ist Liebe (Tudo é amor)"                             | 35 min  | 22 de setembro de 2019 |

### 5.ª Temporada
| N.º na série | N.º na temp. | Título (Tradução livre)      | Duração | Lançamento             |
| ------------ | ------------ | ---------------------------- | ------- | ---------------------- |
| 41           | 1            | "Alles neu! (???)"           | 27 min  | 25 de setembro de 2020 |
| 42           | 2            | "Angriff (???)"              | 21 min  | 2 de outubro de 2020   |
| 43           | 3            | "Stalker (???)"              | 27 min  | 9 de outubro de 2020   |
| 44           | 4            | "Kalte Küsse (???)"          | 28 min  | 16 de outubro de 2020  |
| 45           | 5            | "Ende und Anfang (???)"      | 32 min  | 23 de outubro de 2020  |
| 46           | 6            | "Unterdruck (???)"           | 24 min  | 30 de outubro de 2020  |
| 47           | 7            | "Ich fühle nichts (???)"     | 21 min  | 6 de novembro de 2020  |
| 48           | 8            | "Absturz (???)"              | 27 min  | 13 de novembro de 2020 |
| 49           | 9            | "Du bist nicht allein (???)" | 34 min  | 20 de novembro de 2020 |
| 50           | 10           | "Fühlen (???)"               | 40 min  | 27 de novembro de 2020 |

### 6.ª Temporada
| N.º na série | N.º na temp. | Título (Tradução livre)           | Duração | Lançamento              |
| ------------ | ------------ | --------------------------------- | ------- | ----------------------- |
| 51           | 1            | "Neue Galaxien (???)"             | 20 min  | 18 de dezembro de 2020  |
| 52           | 2            | "Gay Silence (???)"               | 23 min  | 25 de dezembro de 2020  |
| 53           | 3            | "Supernova (???)"                 | 26 min  | 1 de janeiro de 2021    |
| 54           | 4            | "Du bist fake (???)"              | 19 min  | 8 de janeiro de 2021    |
| 55           | 5            | "Ich bin nicht gut genug (???)"   | 22 min  | 15 de janeiro de 2021   |
| 56           | 6            | "Schwerelos (???)"                | 28 min  | 22 de janeiro de 2021   |
| 57           | 7            | "Einfach vergessen (???)"         | 21 min  | 29 de janeiro de 2021   |
| 58           | 8            | "Lichtjahre entfernt (???)"       | 21 min  | 5 de fevereiro de 2021  |
| 59           | 9            | "Der Antrag (???)"                | 26 min  | 12 de fevereiro de 2021 |
| 60           | 10           | "Bis in die Unendlichkeit? (???)" | 28 min  | 20 de fevereiro de 2021 |

### 7.ª Temporada
| N.º na série | N.º na temp. | Título (Tradução livre)       | Duração | Lançamento             |
| ------------ | ------------ | ----------------------------- | ------- | ---------------------- |
| 61           | 1            | "Alles ist verzaubert (???)"  | 21 min  | 29 de outubro de 2021  |
| 62           | 2            | "Friendzone? (???)"           | 24 min  | 5 de novembro de 2021  |
| 63           | 3            | "Fühlst du es? (???)"         | 23 min  | 12 de novembro de 2021 |
| 64           | 4            | "Too much! (???)"             | 20 min  | 19 de novembro de 2021 |
| 65           | 5            | "Wir sind anders (???)"       | 21 min  | 26 de novembro de 2021 |
| 66           | 6            | "Nur ein Kuss (???)"          | 17 min  | 3 de dezembro de 2021  |
| 67           | 7            | "Wer willst du sein? (???)"   | 22 min  | 10 de dezembro de 2021 |
| 68           | 8            | "Love is Pain (???)"          | 19 min  | 17 de dezembro de 2021 |
| 69           | 9            | "Mehr als Freundschaft (???)" | 24 min  | 24 de dezembro de 2021 |
| 70           | 10           | "BE YOURSELF! (???)"          | 28 min  | 31 de dezembro de 2021 |

### 8.ª Temporada
| N.º na série | N.º na temp. | Título (Tradução livre)        | Duração | Lançamento          |
| ------------ | ------------ | ------------------------------ | ------- | ------------------- |
| 71           | 1            | "Kein kitschiger Scheiß (???)" | 20 min  | 29 de abril de 2022 |
| 72           | 2            | "Hirn gegen Herz (???)"        | 24 min  | 6 de maio de 2022   |
| 73           | 3            | "Der erste Kuss (???)"         | 21 min  | 13 de maio de 2022  |
| 74           | 4            | "On Fire (???)"                | 21 min  | 20 de maio de 2022  |
| 75           | 5            | "So wie du bist (???)"         | 20 min  | 27 de maio de 2022  |
| 76           | 6            | "Chaos (???)"                  | 15 min  | 3 de junho de 2022  |
| 77           | 7            | "TBA (???)"                    | ASA     | 10 de junho de 2022 |
| 78           | 8            | "TBA (???)"                    | ASA     | 17 de junho de 2022 |
| 79           | 9            | "TBA (???)"                    | ASA     | 24 de junho de 2022 |
| 80           | 10           | "TBA (???)"                    | ASA     | 1 de julho de 2022  |